# 霍利池 (阿拉巴马州)
霍利池（英文：Holly Pond），是美国阿拉巴马州下属的一座城市。面积约为4.44平方英里（约合11.49平方公里）。根据2010年美国人口普查，该市有人口798人，人口密度为179.85/平方英里（约合69.45/平方公里）。